# Leiophron maderae
Leiophron maderae är en stekelart som beskrevs av Graham 1986. Leiophron maderae ingår i släktet Leiophron och familjen bracksteklar. Inga underarter finns listade i Catalogue of Life.